# جاكسون دا سيلفا
جاكسون برنارد دا سيلفا المعروف بـجاكسون مواليد 7 يونيو 1993 في البرازيل، هو لاعب كرة قدم برازيلي لعب سابقاً في نادي عرعر السعودي.

## روابط خارجية
- جاكسون دا سيلفا على موقع قاعدة بيانات كرة القدم.إي يو (الإنجليزية)
- جاكسون دا سيلفا على موقع Soccerway.com (الإنجليزية)